# Чуваш-Отари
Чува́ш-Ота́ри (рос. Чуваш-Отары, марій. Чуваш Отар) — присілок у складі Звениговського району Марій Ел, Росія. Входить до складу Звениговського міського поселення.

## Населення
Населення — 373 особи (2010; 371 у 2002).
Національний склад (станом на 2002 рік):
- чуваші — 88 %